# Hippocephala suturalis
Hippocephala suturalis är en skalbaggsart som beskrevs av Aurivillius 1920. Hippocephala suturalis ingår i släktet Hippocephala och familjen långhorningar. Inga underarter finns listade i Catalogue of Life.